# Yezoceryx isshikii
Yezoceryx isshikii är en stekelart som först beskrevs av Tohru Uchida 1929.  Yezoceryx isshikii ingår i släktet Yezoceryx och familjen brokparasitsteklar. Inga underarter finns listade i Catalogue of Life.